# Ludwig Friedrich zu Castell-Remlingen

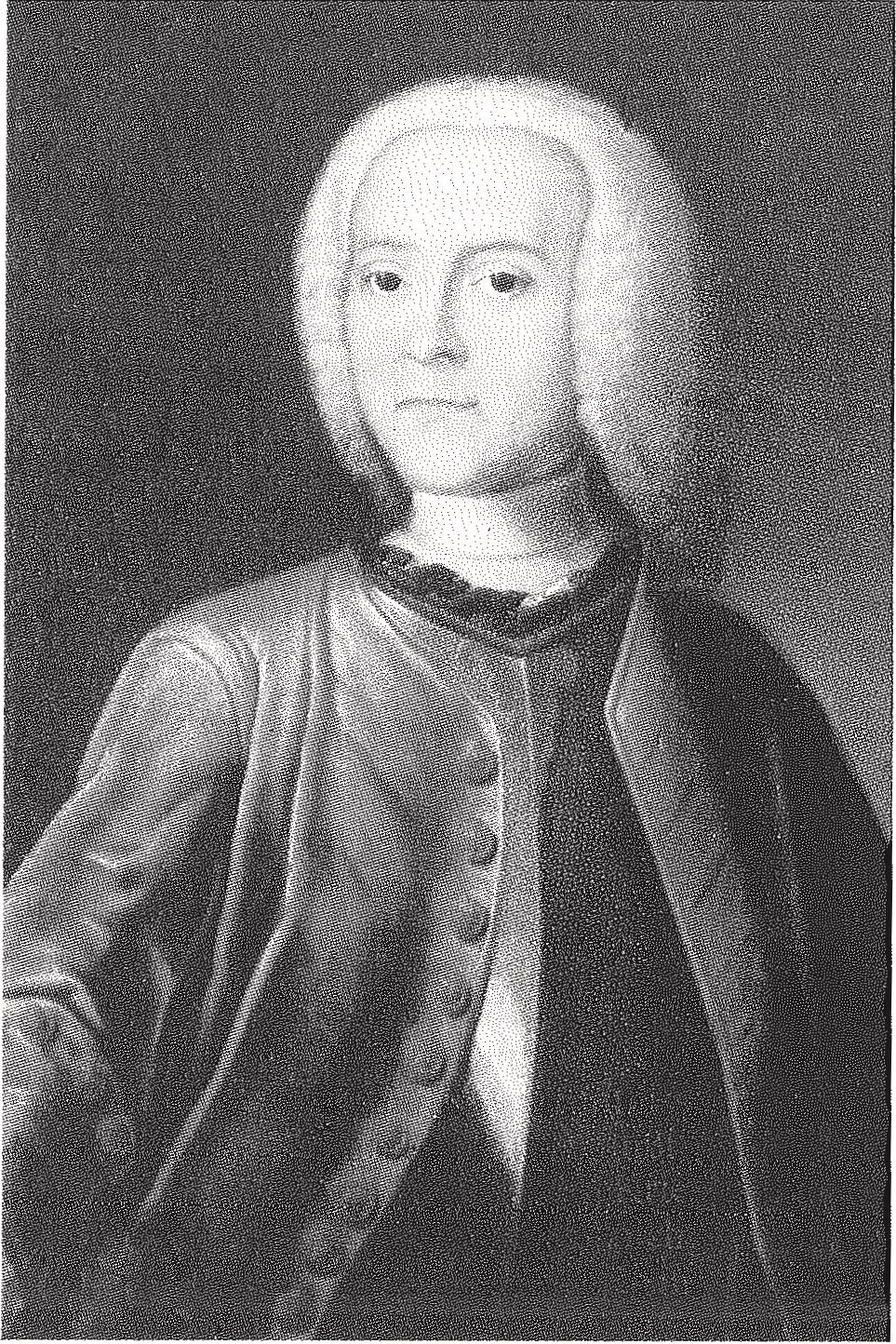
Der Graf auf einem Ölbild, um 1730

Ludwig Friedrich Graf und Herr zu Castell-Remlingen (Spitzname Lutz; * 23. Februar 1707 in Castell; † 22. Juni 1772 ebenda) war von 1709 bzw. 1717 bzw. 1767 bis 1772 Herrscher der Grafschaft Castell. Er teilte sich die Herrschaft mit seinen Brüdern Karl Friedrich Gottlieb, Wolfgang Georg II. und August Franz Friedrich. Graf Ludwig Friedrich baute in Rehweiler im Steigerwald eine pietistische Kolonie nach dem Vorbild Herrnhuts auf.

## Die Grafschaft vor Ludwig Friedrich
Vor der Herrschaft des Grafen Wolfgang Georg II. stand in Castell die Spaltung in zwei Linien, die im Laufe des 16. Jahrhunderts vollzogen worden war. Die Grafen von Castell-Rüdenhausen hatten ihre Residenzen in Wiesenbronn und Rüdenhausen, während ihre Verwandten der Grafen von Castell-Remlingen in Castell und Remlingen saßen. Hierdurch war das Herrschaftsgebiet gespalten und dem Dreißigjährigen Krieg des 17. Jahrhunderts noch schutzloser ausgeliefert.
Unter den direkten Vorgängern des Grafen forcierte man den Wiederaufbau der zerstörten Gebiete und siedelte neue Bewohner an. Hierzu wurde unter dem Grafen Johann Friedrich zu Castell-Rüdenhausen im Steigerwald Rehweiler als Rodungssiedlung gegründet, welche später unter die Verwaltung der Remlinger Linie gestellt wurde. Gleichzeitig stieg, insbesondere im Osten des Heiligen Römischen Reiches, eine radikalreformerische Form des Protestantismus auf: der Pietismus, der sich als Rückbesinnung auf die zentralen Anliegen der Reformation verstand.

## Leben
Ludwig Friedrich wurde am 23. Februar 1707 in Castell als letztes Kind von Wolfgang Dietrich und seiner zweiten Ehefrau Dorothea Renata, einer geborenen Gräfin von Zinzendorf und Pottendorf, geboren. Ludwig Friedrich hatte mehrere Halbschwestern, einen Halbbruder aus erster Ehe sowie sieben weitere Geschwister. Zwei der Geschwister starben, nur fünf erreichten das Erwachsenenalter. Über Nikolaus Ludwig von Zinzendorf, einen Verwandten seiner Mutter, wurde der junge Graf bald von den Ideen des Pietismus beeinflusst.
Graf Ludwig Friedrich wurde zum Studieren nach Frankfurt an der Oder geschickt, anschließend bereiste er auf einer Kavalierstour Deutschland und Frankreich. Durch verwandtschaftliche Beziehungen erhielt er daraufhin eine Kammerherrenstelle am königlich-dänischen Hof unter Friedrich IV. Im Jahr 1732, mit dem Erreichen der Volljährigkeit, beendete er diese Stellung und begann zusammen mit seinen Brüdern die Grafschaft zu regieren.
Bald, im Jahr 1734, baute sich der Graf eine eigene Teilherrschaft auf und erwarb hierzu von einem castellischen Amtmann das Dorf Rehweiler. Mit dem Kauf zog er das Missfallen des Cousins Johann Friedrich zu Castell-Rüdenhausen auf sich, aus dessen Rekultivierungsprogramm das Dorf hervorgegangen war. Ludwig Friedrich baute sich dennoch eine eigene, einfache Hütte im Dorf und nutzte diese fortan als Residenz.
Schnell wurde das Steigerwalddorf zum Mittelpunkt der pietistischen Bewegung in Franken. Der Graf ließ ein Waisenhaus errichten, das bis zu 40 Personen aufnehmen konnte. Das Dorf wurde zu einer pietistischen Kolonie nach dem Vorbild Herrnhuts umgebaut, die einfache Bauweise prägt noch heute die kleine Siedlung. Im Jahr 1744 heiratete der Graf Ferdinande Adriane, die seine religiösen Ziele unterstützte.
Nach dem Tod der Brüder Wolfgang Georg II. und August Franz Friedrich in den Jahren 1735 bzw. 1767 wurde Graf Lutz, wie er von seinen Untertanen genannt wurde, Senior des Hauses Castell. In dieser Position renovierte er das im Schloss Castell untergebrachte Archiv. Ludwig Friedrich Graf und Herr zu Castell-Remlingen verstarb am 22. Juni 1772 im  unterfränkischen Castell.

## Ehe
Graf Ludwig Friedrich heiratete am 10. Dezember 1744 in Wernigerode Gräfin Ferdinande Adriane zu Stolberg-Wernigerode. Die Ehe blieb kinderlos.